# (4869) Piotrovsky
(4869) Piotrovsky es un asteroide perteneciente al cinturón de asteroides, descubierto el 26 de octubre de 1989 por la astrónoma soviética Liudmila Chernyj desde el Observatorio Astrofísico de Crimea (República de Crimea), Rusia).

## Designación y nombre
Designado provisionalmente como 1989 UE8. Fue nombrado Piotrovsky en honor al historiador soviético Borís Piotrovski.